# E.K. Nayanar

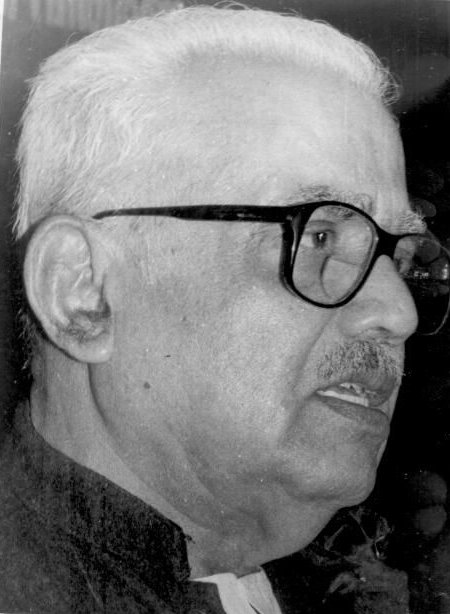
E. K. nayanar.

E.K. Nayanar (fullständigt namn: Erambala Krishnan Nayanar) var en indisk politiker, född 9 december 1919 i Kalyassery i Cannanoredistriktet, död 19 maj 2004 i New Delhi (hjärtinfarkt). Han var en av ledarna inom partiet Communist Party of India (Marxist) i delstaten Kerala var även delstatens chefsminister (Chief Minister) under perioderna 1980-1981, 1987-1991 och 1996-2001. På det allindiska planet var han medlem i CPI (M):s politbyrå. Han blev partimedlem 1939.
1967 invaldes han i Lok Sabha för valkretsen Palghat (Palakkad). Efter en mandatperiod i Lok Sabha kandiderade han till Keralas lagstiftande församling där han sedan satt under sex mandatperioder.